# Ireneusz Butowski
Ireneusz Butowski (ur. 24 marca 1961 w Kartuzach, zm. 1 lipca 2018 w Gdańsku) – polski żeglarz, medalista zawodów Przyjaźń-84, mistrz Polski.

## Życiorys
Był zawodnikiem AKM Gdańsk. Razem z Krzysztofem Zawalskim zdobył srebrny medal podczas zawodów Przyjaźń-84 w klasie tornado. W tym samym roku został w tej samej osadzie mistrzem Polski, a w 1985 zdobył brązowy medal mistrzostw Polski.